# Chrysosporium pannicola
Chrysosporium pannicola är en svampart som först beskrevs av August Karl Joseph Corda, och fick sitt nu gällande namn av Oorschot & Stalpers 1980. Chrysosporium pannicola ingår i släktet Chrysosporium och familjen Onygenaceae.   Inga underarter finns listade i Catalogue of Life.